# VfB Stuttgart
VfB Stuttgart (Verein für Bewegungsspiele Stuttgart 1893 e. V., en alemán y oficialmente, o VfB Stuttgart de manera abreviada, pronunciado /faʊ̯ ʔɛf beː ˈʃtʊtɡaʁt/ o por sus siglas VfB) es una entidad deportiva profesional de la ciudad de Stuttgart, Alemania. Fue fundado el 9 de septiembre de 1893 siendo uno de los clubes más antiguos, históricos y con mayor tradición en el país, es conocido por su sección de fútbol profesional. Actualmente participa en la 1. Bundesliga, la máxima categoría del fútbol nacional, la cual ubica a Stuttgart como el cuarto equipo en la tabla histórica.
Ocupa la quinta posición en la tabla histórica de la Bundesliga, disputa sus partidos como local desde 1933 en el MHPArena que cuenta con una capacidad de 60.449 espectadores y también cuenta con 71.500 socios.
Ha ganado 5 campeonatos de primera división, 3 Bundesligas y 2 Campeonatos alemanes, 4 Copas de Alemania, 1 Supercopa alemana y 2 torneos de 2. Bundesliga su estadio donde juega como local es el MHPArena, un estadio situado en el distrito de Bad Cannstatt que cuenta con una capacidad de 60.449 espectadores y su última remodelación fue en el año 2011, su mayor rivalidad en la actualidad sigue siendo con el Bayern de Múnich, el cual ambos juegan uno de los clásicos más importantes del país llamado Südderby, en español, (Derbi del Sur).

## Historia

### Primeros años hasta la Segunda Guerra Mundial

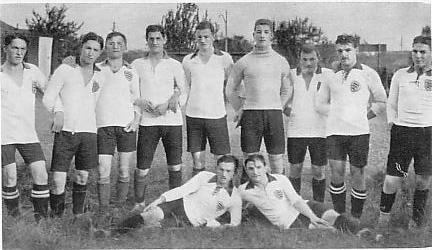
El VfB Stuttgart en 1912.

El Verein für Bewegungsspiele Stuttgart se formó a través de una fusión el 2 de abril de 1912 de las partes predecesoras Stuttgarter FV y Kronen-Club Cannstatt tras una reunión en el hotel Concordia en Cannstatt. Cada uno de estos clubes estaba formado por alumnos de escuela con raíces de clase media que aprendieron nuevos deportes como el fútbol de la mano de expatriados ingleses como William Cail.

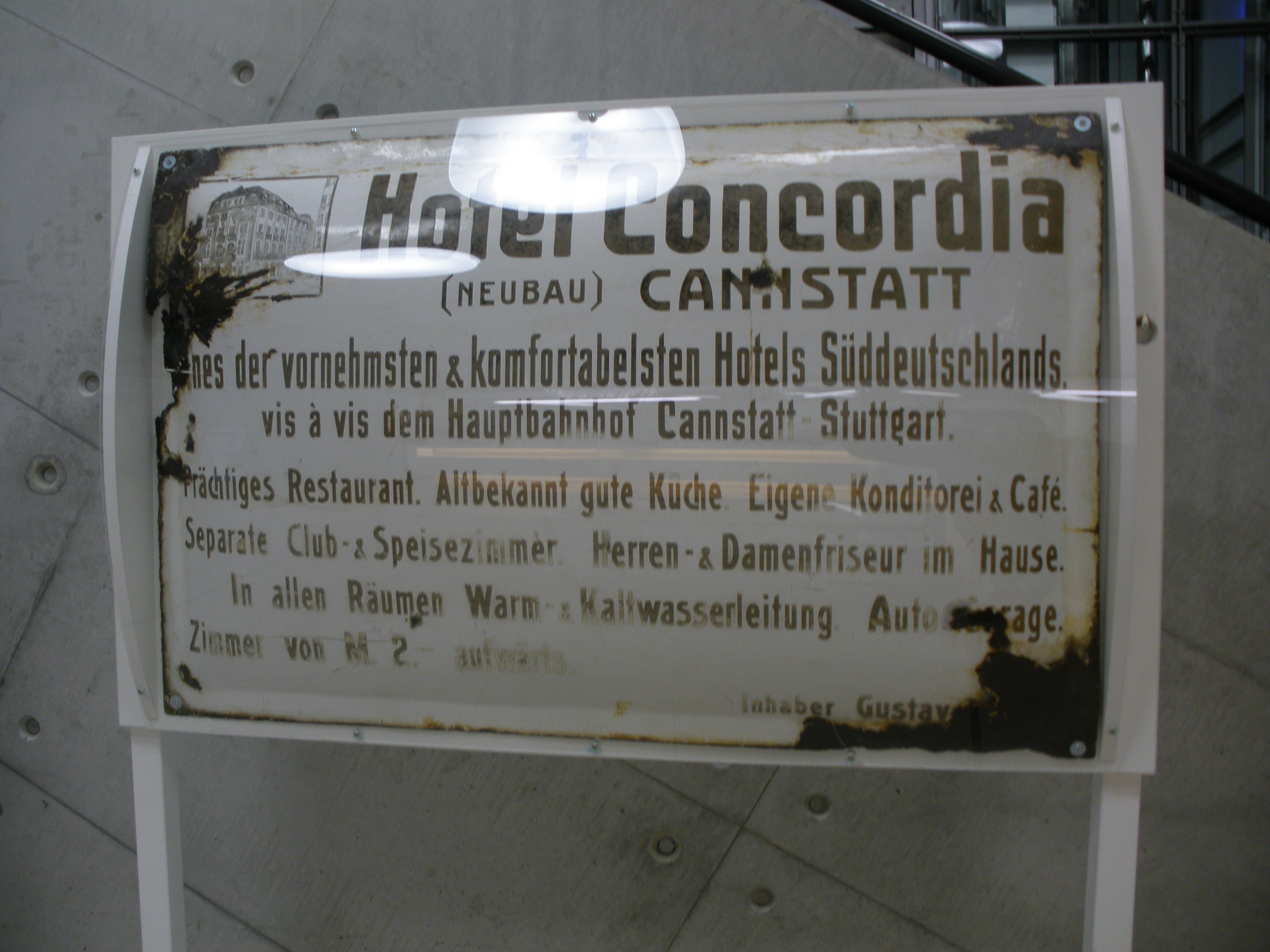
Cartel publicitario en hotel Concordia donde se llevó a cabo la fusión.

### Décadas de 1930 y 1940
En 1933, el Stuttgart se trasladó al estadio Neckar, el sitio de su terreno actual. El fútbol alemán se reorganizó ese mismo año bajo el Tercer Reich en dieciséis divisiones de primer nivel llamadas Gauligas. Stuttgart jugó en la Gauliga Württemberg y disfrutó de un éxito considerable allí, ganando títulos de división en 1935, 1937, 1938, 1940 y 1943 antes de que el sistema Gauliga colapsara a mitad de la temporada 1944-45 debido a la Segunda Guerra Mundial, el club tuvo una rivalidad con S. Kickers durante este período.
Los títulos de Gauliga del Stuttgart le valieron la entrada del equipo a las rondas de play-offs nacionales, con su mejor resultado en 1935 cuando avanzaron a la final donde perdieron 4-6 ante los campeones defensores Gelsenkirchen-Schalke, el equipo dominante por esos años. Después de un resultado del tercer lugar a nivel nacional en 1937, Stuttgart no pudo avanzar de las rondas preliminares en apariciones posteriores.

### Éxitos en la década de 1950

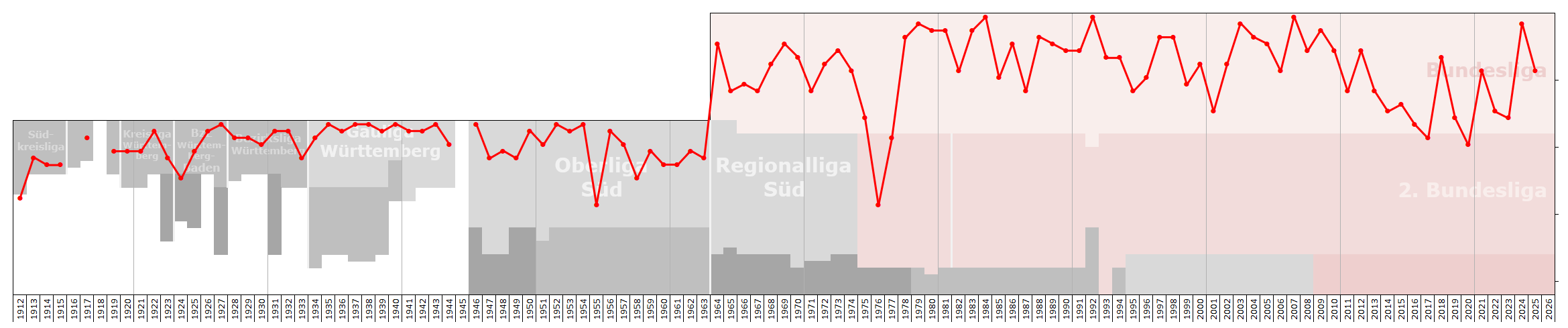
Gráfico histórico del rendimiento de la liga de Stuttgart

El Stuttgart continuó jugando al fútbol de primera división en la Oberliga Süd, capturando títulos en 1946, 1952 y 1954. Hicieron apariciones regulares en las rondas del campeonato alemán, emergiendo como campeones nacionales en 1950 y 1952, terminando como subcampeón en 1953, y ganando dos títulos de la Copa de Alemania en 1954 y 1958. El equipo que ganó cuatro títulos en ocho años estaba dirigido por Robert Schlienz, quien había perdido su brazo izquierdo en un accidente automovilístico.

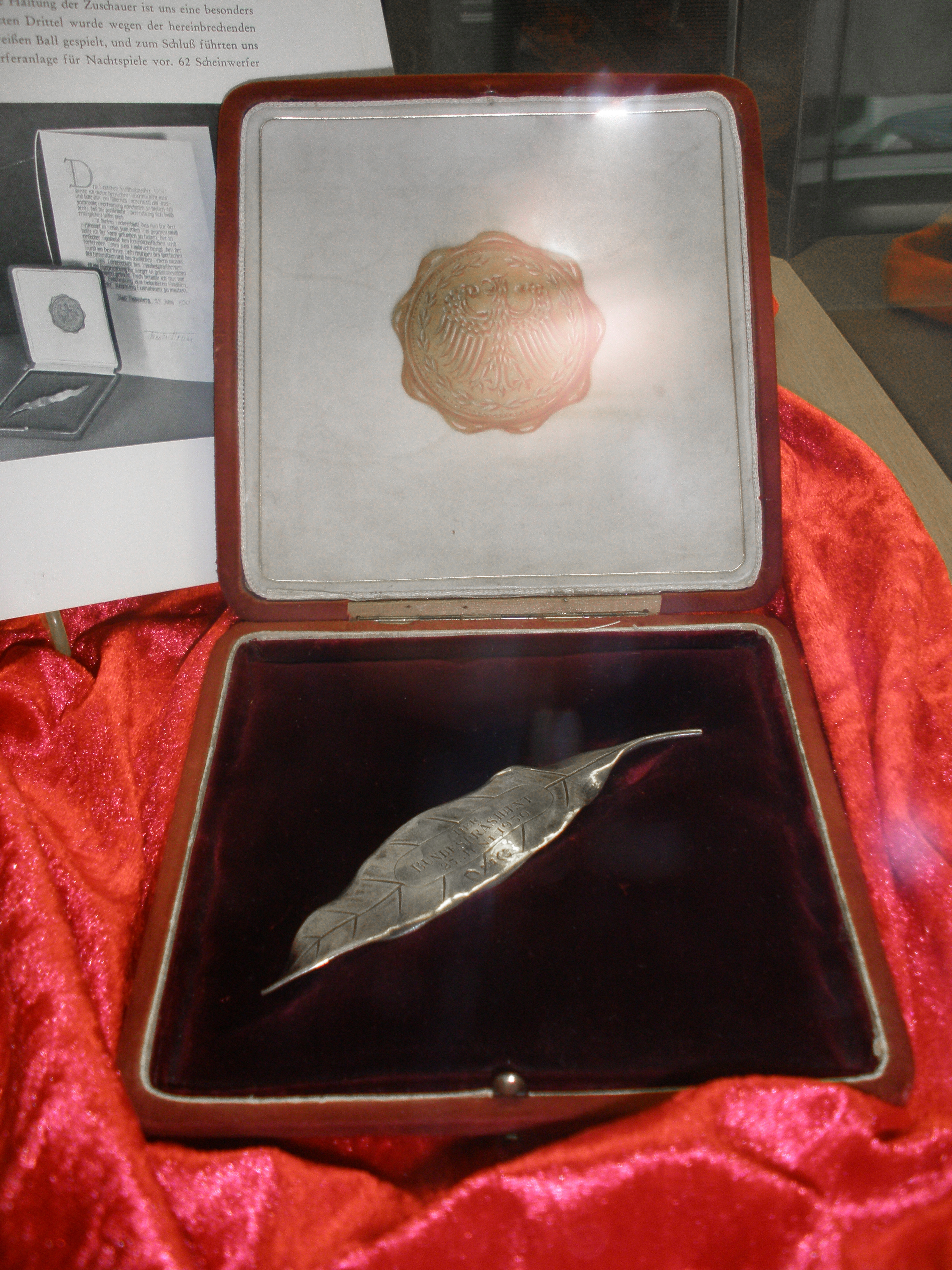
La primera hoja de laurel de plata que se otorgó a un equipo.

### Creación de la Bundesliga
Debido a los resultados decepcionantes en las competiciones internacionales, incluidas la Copa Mundial de Fútbol de 1958 y 1962, y en respuesta al crecimiento del profesionalismo en el deporte, la Federación Alemana de Fútbol (Deutscher Fußball Bund, o DFB) reemplazó las competiciones regionales de la máxima categoría con una única a nivel nacional, la liga profesional en 1963. El sólido y constante juego del Stuttgart durante la década de los 50 le valió un lugar entre los 16 clubes que formarían en la Bundesliga. Como organización amateur, y debido a la proverbial austeridad suaba, el club dudó en gastar dinero y algunos jugadores continuaron trabajando en su trabajo diario. Durante el resto de la década y hasta mediados de los 70, el club generalmente obtenía resultados a mitad de la tabla. Una de las pocas estrellas de la época fue Gilbert Gress.
En 1973, el equipo se clasificó para la Liga de Europa por primera vez y avanzó a las semifinales del torneo de 1974, donde fueron eliminados por los eventuales ganadores del Feyenoord de Róterdam.
| Temporada | Posición | {\displaystyle \varnothing }Espectadores |
| --------- | -------- | ---------------------------------------- |
| 1963-64   | 05/16    | 40.459                                   |
| 1964-65   | 12/16    | 31.167                                   |
| 1965-66   | 11/18    | 27.190                                   |
| 1966-67   | 12/18    | 30.558                                   |
| 1967-68   | 08/18    | 25.948                                   |
| 1968-69   | 05/18    | 21.440                                   |
| 1969-70   | 07/18    | 20.735                                   |
| 1970-71   | 12/18    | 18.654                                   |
| 1971-72   | 08/18    | 21.352                                   |
| 1972-73   | 06/18    | 15.185                                   |
| 1973/74   | 09/18    | 25.533                                   |
| 1974-75   | 16/18    | 26.504                                   |
| 1975-76   | 11/20    | 11.330                                   |

### 1975-2000 era del presidente Mayer-Vorfelder
El VfB Stuttgart estaba en crisis a mediados de los 70, después de haber pasado por alto las nuevas tendencias en el fútbol, como el patrocinio de clubes. Los intentos de ponerse al día con nuevos niveles de profesionalismo fracasaron gastando dinero. Hacia el final de la temporada 1974-75, con el equipo en peligro inminente de ser relegado a la 2. Bundesliga, el político local Gerhard Mayer-Vorfelder fue elegido nuevo presidente. Sin embargo, un empate en el último partido de la temporada significó que el Stuttgart ocuparía el puesto 16 y perdería su estatus de Bundesliga. La primera temporada en la segunda división, considerada la peor de su historia, terminó con el VfB Stuttgart en la 11°posición.
Con el nuevo entrenador Jürgen Sundermann y nuevos talentos como Karlheinz Förster y Hansi Müller, el equipo que rodeaba a Ottmar Hitzfeld marcó cien goles en 1976-77 y, por lo tanto, volvió a la máxima categoría después de solo dos temporadas. El equipo joven era popular por su juego ofensivo y anotador, pero adolecía de falta de experiencia. A finales de 1977-78, Stuttgart ocupó el cuarto lugar, pero la asistencia promedio de más de 53.000 personas estableció el récord de la liga hasta la década de 1990.

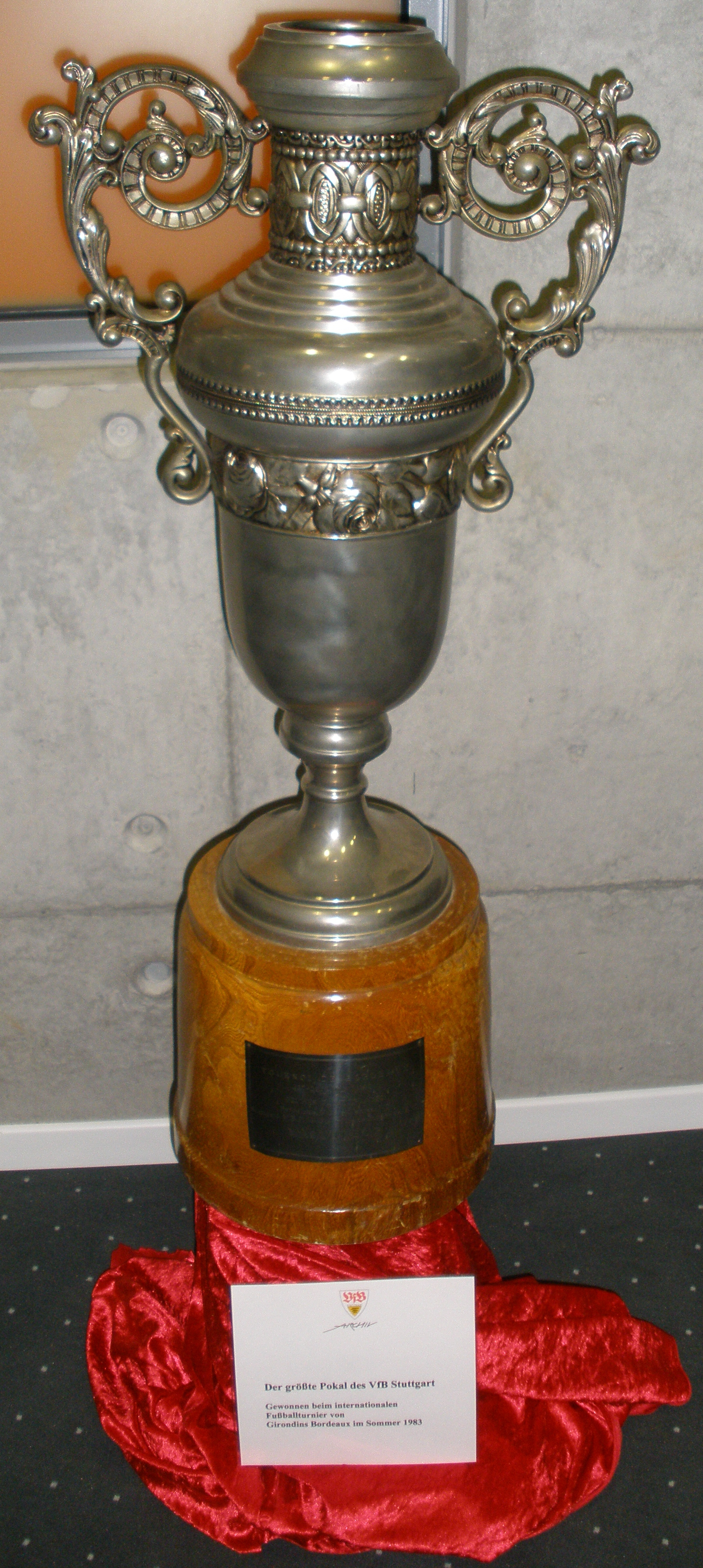
Trofeo del torneo centenario de Girondins, 1983 ganado por Stuttgart.

Hicieron otra aparición en las semifinales de la Europa League en 1980 y lograron varios resultados entre los cuatro primeros en su camino hacia su primer título de la Bundesliga, el tercer título nacional del club, en 1984, ahora con el entrenador Helmut Benthaus.
En 1986, el Stuttgart perdió la final de la Copa de Alemania por 2-5 contra el Bayern de Múnich. En la final de la Copa de la UEFA de 1989, con Jürgen Klinsmann en sus filas, perdió ante Napoli.

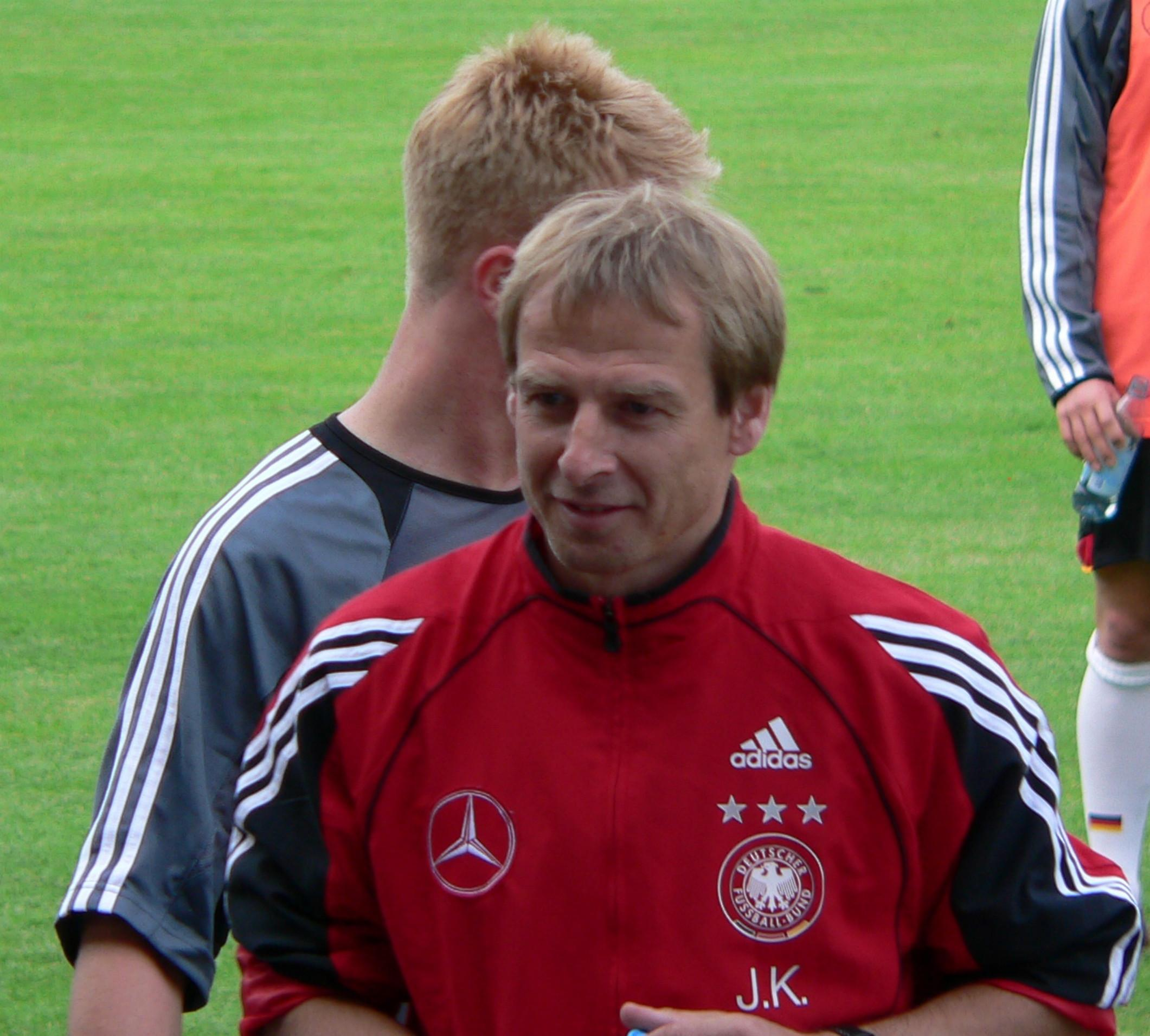
Jürgen Klinsmann como seleccionador nacional; tuvo su gran avance como jugador en el Stuttgart.

En 1991-92, el Stuttgart consiguió su cuarto título, en una de las carreras más reñidas en la historia de la Bundesliga, terminando por delante del Borussia Dortmund por diferencia de goles. A nivel internacional, habían sido eliminados de la Liga de Europa en esa temporada, después de perder su partido de segunda ronda ante el Osasuna. Como campeón nacional, el club se clasificó para jugar en la UEFA Champions League en 1992-93, pero fue eliminado en la primera ronda por el Leeds United después de un tercer partido de desempate en Barcelona que fue requerido debido a que el entrenador Christoph Daum había sustituido a un cuarto. jugador no alemán en el partido de vuelta de la eliminatoria.
El Stuttgart no volvió a clasificarse para ninguna competición europea hasta 1997, con su tercera victoria en la Copa de Alemania, con el entrenador Joachim Löw. Disfrutaron de cierto éxito en su regreso, avanzando a la final de la Recopa de Europa de 1998 en Estocolmo, donde perdieron ante el Chelsea en el penúltimo año de la competición. Solo quedaba un jugador del "triángulo mágico", el capitán Krassimir Balakov, tras la marcha de Giovane Élber y Fredi Bobic. El contrato de Löw no fue renovado y fue reemplazado por Winfried Schäfer, quien a su vez fue despedido después de una temporada.
Sin embargo, el rendimiento del Stuttgart cayó después de esto, ya que el club obtuvo resultados en la mitad de la tabla durante las próximas dos temporadas a pesar de gastar dinero en el mercado de transferencias y para veteranos como Krasimir Balakov.

### Nuevo milenio: Regreso al éxito y a la élite del fútbol
Debido a las altas deudas y la falta de resultados, Gerhard Mayer-Vorfelder finalmente renunció al Stuttgart en el año 2000 para hacerse cargo de las oficinas de la DFB, la UEFA y la FIFA. El nuevo presidente Manfred Haas tuvo que renegociar costosos contratos con jugadores que rara vez aparecían en el campo. Como en 1976, cuando Mayer-Vorfelder se hizo cargo, el equipo tuvo que reconstruirse confiando en el talento de los equipos juveniles. El Stuttgart tiene el programa más exitoso de Alemania en el campeonato juvenil alemán.
El entrenador Ralf Rangnick había comenzado una reestructuración del equipo que ganó la Copa Intertoto, pero la tensión adicional resultante de la participación en la Europa League terminó por escapar por poco del descenso en 2001 al asegurarse la 15ª posición en la clasificación de la liga, Rangnick fue reemplazado por Felix Magath.
Con jugadores como Andreas Hinkel, Kevin Kurányi, Timo Hildebrand y Alexander Hleb ganándose el apodo de "los jóvenes salvajes", el club pronto rebotó y terminó como subcampeón de la Bundesliga en la temporada 2002-03. En julio de 2003, Erwin Staudt se convirtió en el nuevo presidente del club.

### 2003–04 Liga de Campeones
El Stuttgart se clasificó para su segunda aparición en la Liga de Campeones en la temporada 2003-04, derrotando al Manchester United y al Rangers y al Panathinaikos en fase de grupos detrás del Manchester United. Luego se enfrentaron contra el Chelsea en los octavos de final, siendo eliminados.
El Stuttgart siguió jugando como uno de los mejores equipos del país, consiguiendo la cuarta y quinta posición en la Bundesliga en 2003-04 y 2004-05 respectivamente, y nuevamente participando en la Liga de Europa, pero sin gran éxito. Además, antes de la temporada 2005-06 el técnico Magath y varios jugadores se marcharon a otros clubes: Kevin Kurányi al Gelsenkirchen-Schalke, la leyenda del fútbol Philipp Lahm al Bayern de Múnich y Alexander Hleb al gran Arsenal F.C. de Inglaterra, e inmediatamente fueron fichados Thomas Hitzlsperger y Jon Dahl Tomasson del histórico club italiano A. C. Milan.

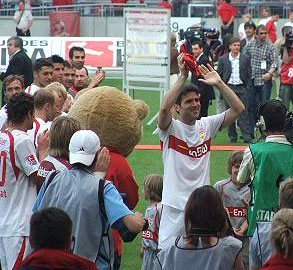
El capitán de los jovenes salvajes pone fin a su carrera.

A mitad de la mala temporada 2005-06, Giovanni Trapattoni fue despedido y reemplazado por Armin Veh. El nuevo entrenador fue designado como suplente debido a que dejó su trabajo en 2003 para concentrarse en su familia, salvo para entrenar a su equipo local, el FC Augsburgo, durante una temporada. Con el apoyo del nuevo entrenador Horst Heldt, Veh pudo establecerse a sí mismo y su concepto de centrarse en jugadores prometedores y económicos en lugar de estrellas establecidas. El capitán del equipo, Zvonimir Soldo, se retiró, y otros veteranos salieron del equipo que cayó a la 9ª posición y no se clasificó para la competición europea por primera vez en cuatro años.

### De nuevo, campeones de la Bundesliga

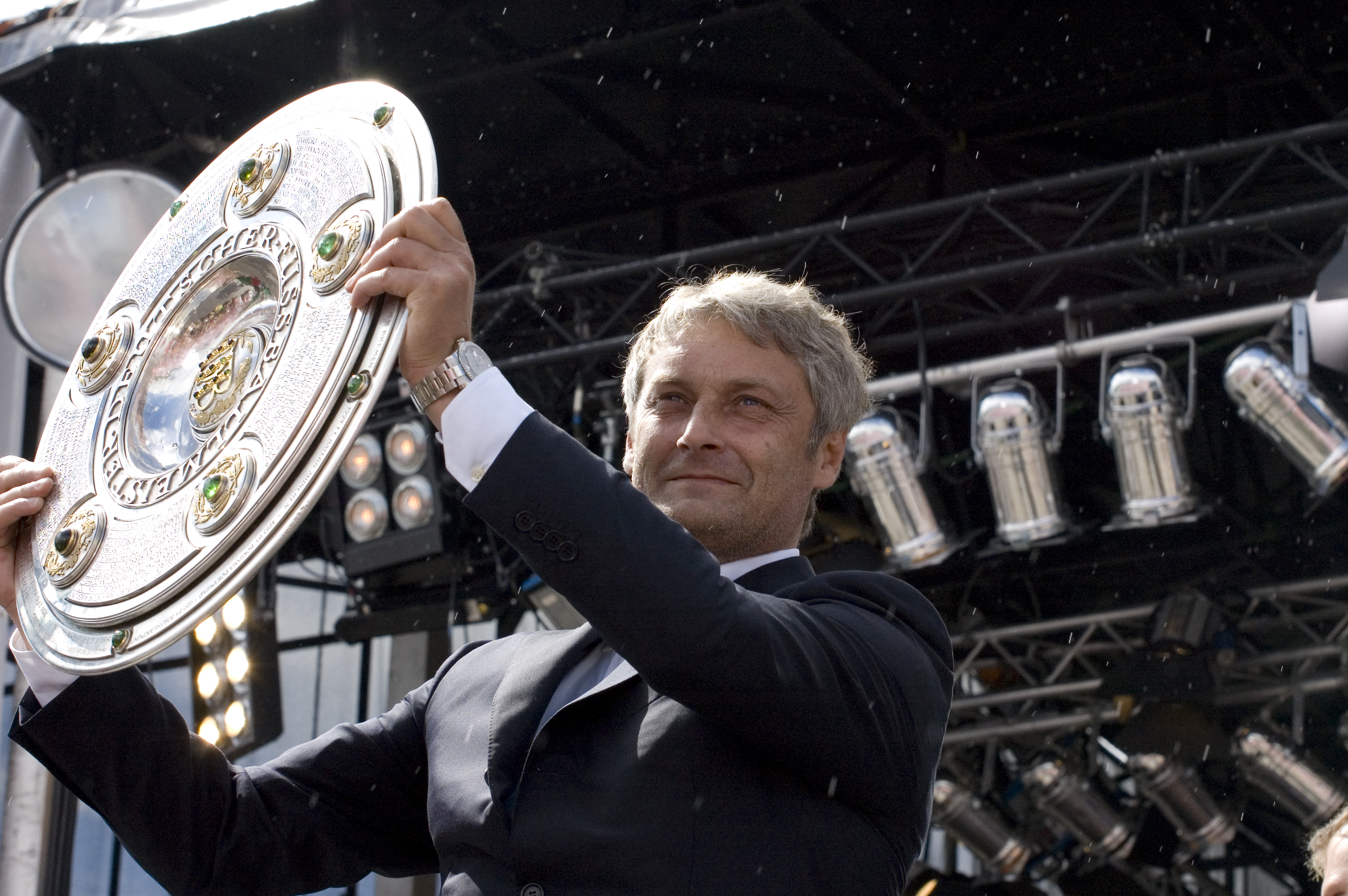
El entrenador, Armin Veh levantando el título de la Bundesliga 2006-07, ganado por Stuttgart.

A pesar de las derrotas al principio de la temporada y las consiguientes críticas en 2006-07, Veh logró convertir la colección de nuevos jugadores como los mexicanos Pável Pardo y Ricardo Osorio, el brasileño Antônio da Silva y talentos locales frescos, incluidos Mario Gómez García, Serdar Tasci y Sami Khedira, en un fuerte contendiente que lideró la liga el 12 de noviembre de 2006 por primera vez en dos años. El Stuttgart se estableció entre los cinco primeros, ofreciendo un fuerte desafío por el título de la Bundesliga al ganar sus últimos ocho juegos. En la penúltima semana, el 12 de mayo de 2007, el Stuttgart venció al Bochum por 3-2 fuera de casa, lo que le quitó la ventaja de la Bundesliga al Schalke y, como mínimo, aseguró un lugar en la Liga de Campeones 2007-08. Tras ir perdiendo 0-1 en el último partido de la temporada contra el Cottbus, el Stuttgart volvió a ganar 2-1 y reclamar el título de la Bundesliga luego de 15 años. Las celebraciones de la victoria en Stuttgart, con un total de 250.000 personas, superaron incluso a las del tercer puesto de Alemania sobre Portugal en la Copa Mundial de 2006.
Además, el Stuttgart tuvo la primera oportunidad de ganar el doblete, ya que también alcanzó la final de la Copa de Alemania por primera vez desde su victoria, diez años antes. Sus oponentes en la final de copa en Berlín fueron el Núremberg, un equipo que los había vencido dos veces por tres goles en la temporada regular y había ganado la copa por última vez en 1962. Con el nivel de juego en 1-1 en la primera mitad, el goleador del Stuttgart, Cacau, fue expulsado. Núremberg ganó una ventaja de 2-1 a principios de la segunda mitad, pero los diez hombres del Stuttgart lograron contraatacar y empatar. Sin embargo, en la segunda mitad de la prórroga, con ambos equipos agotados y con la humedad, Núremberg marcó el gol de la victoria.

### 2007-2019, "Años de inestabilidad"
Liga de Campeones 2007-08
El sorteo de la 2007-08 emparejó a los campeones alemanes con el español, F. C. Barcelona, el campeón, Lyon y el Rangers. Como en la temporada de la 2003-04, la campaña europea 2007-08 del Stuttgart comenzó con un partido en Ibrox Park en Glasgow contra el Rangers. Terminó en una derrota, el segundo partido en casa contra el Barcelona también se perdió, al igual que el tercer partido, contra el Lyon en casa. Cinco derrotas y solo una victoria (sobre el Rangers) supusieron la salida anticipada del escenario europeo. En la liga, lograron terminar en sexto lugar. La nueva estrella internacional Alemán-Español Mario Gómez García marcó 19 goles.
Posteriormente, la clasificación para la Liga de Europa se aseguró en el verano al triunfar en la Copa Intertoto de 2008.
Temporadas del 2008 al 2019

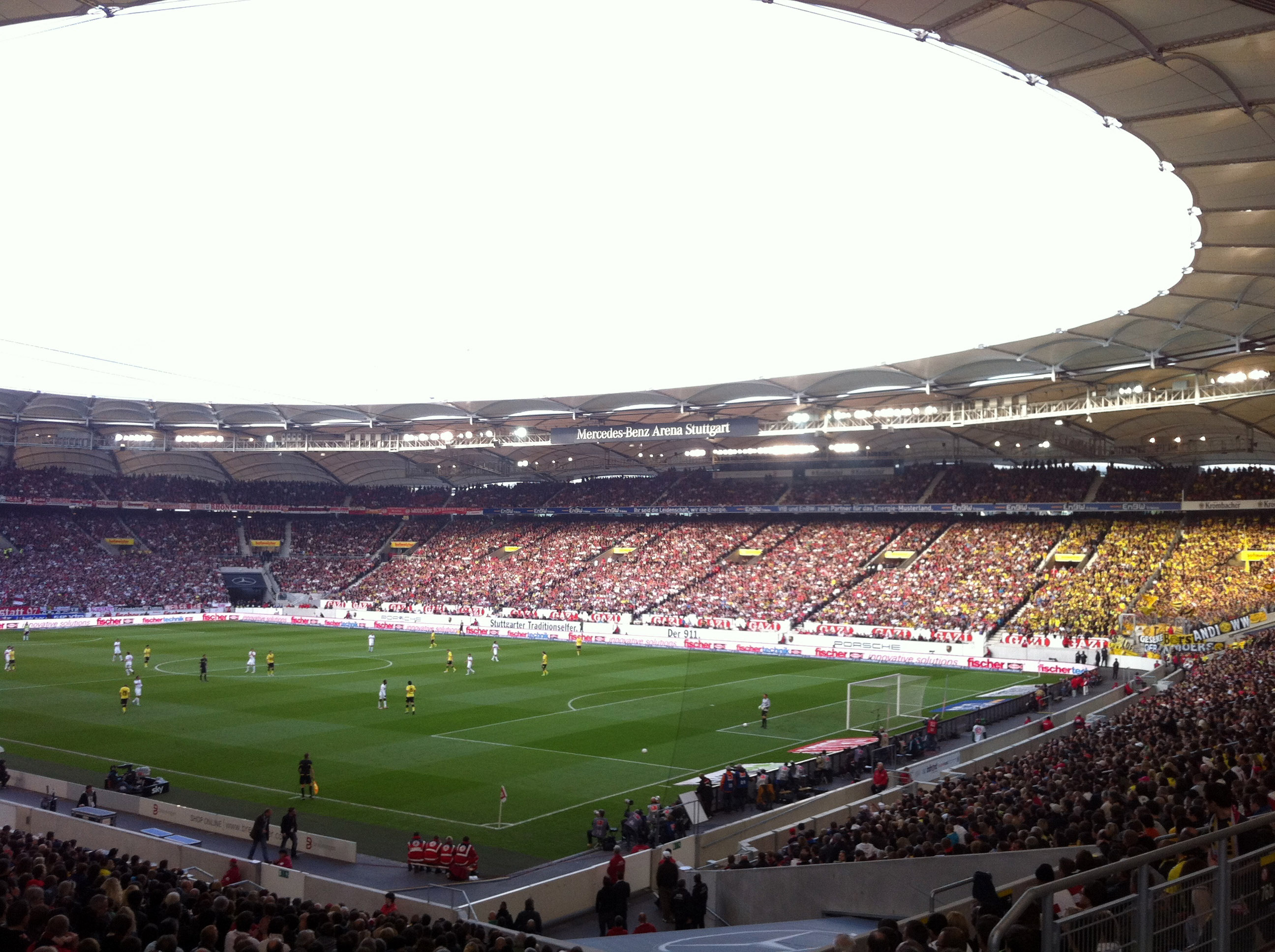
Stuttgart contra el Borussia Dortmund, en 2011.

La temporada 2008-09, otra vez tuvo un mal comienzo, después de la jornada 14 en noviembre, el Stuttgart solo ocupaba el puesto 11 en la tabla y, como resultado, Armin Veh fue despedido y reemplazado por Markus Babbel. Después de salir de la Copa de Alemania después de una goleada 1-5 del Bayern de Múnich en enero, las perspectivas mejoraron considerablemente y el equipo terminó tercero en la tabla. Eso significaba la posibilidad de volver a la Champions League.
A nivel internacional, el Stuttgart dominó la fase de grupos de la Liga de Europa, pero perdió ante el Zenit defensor de la Copa, en los octavos de final en febrero.
El Stuttgart entró en la temporada 2009-10 con Mario Gómez transferido al Bayern de Múnich, justo cuando llegaba Pavel Pogrebnyak desde Rusia y Alexander Hleb volvía cedido desde el Barcelona.
A nivel europeo, Stuttgart comenzó la temporada con un gran éxito al clasificarse para la fase de grupos de la UEFA Champions League 2009-10. El Stuttgart participó en esa competición por tercera vez en seis años (después de 2003 y 2007) al derrotar al Timiraora rumano en la ronda de play-off. El VfB Stuttgart pasó al Grupo G contra el Sevilla F. C. español. El Rangers, contra el que también se había enfrentado en sus dos apariciones anteriores en la fase de grupos de la Liga de Campeones, y el campeón rumano Unirea Urziceni. Con dos triunfos, tres empates y una derrota lograron la segunda plaza del grupo, clasificándose así para los octavos de final, donde debían se enfrentará al campeón, Barcelona a finales del invierno. Después de un magnífico partido en casa contra el Barcelona que el Stuttgart, sin embargo, no logró ganar (1-1), fueron eliminados en el Camp Nou.
En la DFB-Pokal 2009-10, tampoco avanzaron más allá de los octavos de final, perdiendo ante el Greuther Fürth. Esa derrota se produjo en el transcurso de una pésima primera mitad de la 1. Bundesliga 2009-10. Como consecuencia de caer al puesto 16 en diciembre, el joven entrenador Markus Babbel fue despedido y reemplazado por el suizo, Christian Gross, con más experiencia. Bajo su mandato, Stuttgart mejoró su situación a nivel nacional e internacional antes de las vacaciones de invierno. Durante ese descanso, Thomas Hitzlsperger, Šimák y Magnin salieron del club; Cristian Molinaro fue cedido de la Juventus. En la última mitad de la temporada, el equipo, como en la temporada 2008-09, tuvo una racha ganadora fantástica, casi ininterrumpida. Como el mejor equipo de esa segunda ronda (de vuelta) de la Bundesliga, los suevos de Gross subieron a la mitad superior de la tabla y, después de un "rally" sensacional, finalmente lograron asegurar el fútbol europeo para la temporada siguiente clasificándose para la Europa League.
La temporada 2010-11 fue mediocre, después de pasar nuevamente la primera mitad de la temporada casi siempre en la zona de descenso, con Christian Gross siendo despedido y el entrenador interino Jens Keller asumiendo el cargo por el resto de la primera temporada. Luego, Bruno Labbadia fue contratado como nuevo entrenador en enero y logró salvar al Stuttgart del descenso. Finalmente, el equipo terminó decimosegundo después de una actuación decente en la segunda mitad. En julio de 2011, Erwin Stadt no volvió a participar en la elección del presidente y Gerd E. Mäuser fue elegido nuevo presidente.
En la siguiente temporada 2011-12, lograron escalar constantemente en la tabla; esto fue especialmente gracias a una larga racha invicta en la primavera. Posteriormente, el VfB Stuttgart se clasificó para la Europa League 2012-13. Los jugadores clave durante esa temporada fueron Martin Harnik, que marcó 17 goles, así como el extremo Gōtoku Sakai y el delantero Vedad Ibišević, quienes llegaron al Stuttgart en enero de 2012. Con efecto a partir del 3 de junio de 2013, Gerd Mäuser anunció su dimisión como presidente de VfB Stuttgart. La junta de supervisión del club nombró a Bernd Wähler como candidato a las elecciones presidenciales. El 22 de julio de 2013, Wähler fue elegido por el 97,4% de los votos emitidos.
Después de apenas evitar el descenso de la Bundesliga en la temporada 2014-15, el Stuttgart descendió a la 2. Bundesliga en la temporada 2015-16 después de terminar en 17ª posición, sin haber podido salir de las tres últimas posiciones hasta el final de la temporada. Tras la jornada 13, un partido en casa contra el Augsburgo y su segunda derrota consecutiva por 4-0, el Stuttgart decidió rescindir el contrato de Alexander Zorniger y nombró a Jürgen Kramny como su entrenador por un período indefinido. Después de que el Stuttgart fuera relegado a la 2. Bundesliga, Wähler dimitió como presidente el 15 de mayo de 2016. Posteriormente, Kramny fue despedido como entrenador. El 17 de mayo de 2016, Jos Luhukay fue anunciado como el nuevo entrenador en jefe. Luhukay renunció en septiembre de 2016 y fue reemplazado por Hannes Wolf. Al final de la temporada, Stuttgart regresó a la Bundesliga como campeón de la 2. Bundesliga. El 22 de diciembre de 2017, después de casi 10 años desde su partida, el delantero ganador del título de la Bundesliga, Mario Gómez García regresó al equipo, procedente del VfL Wolfsburgo de la Bundesliga.

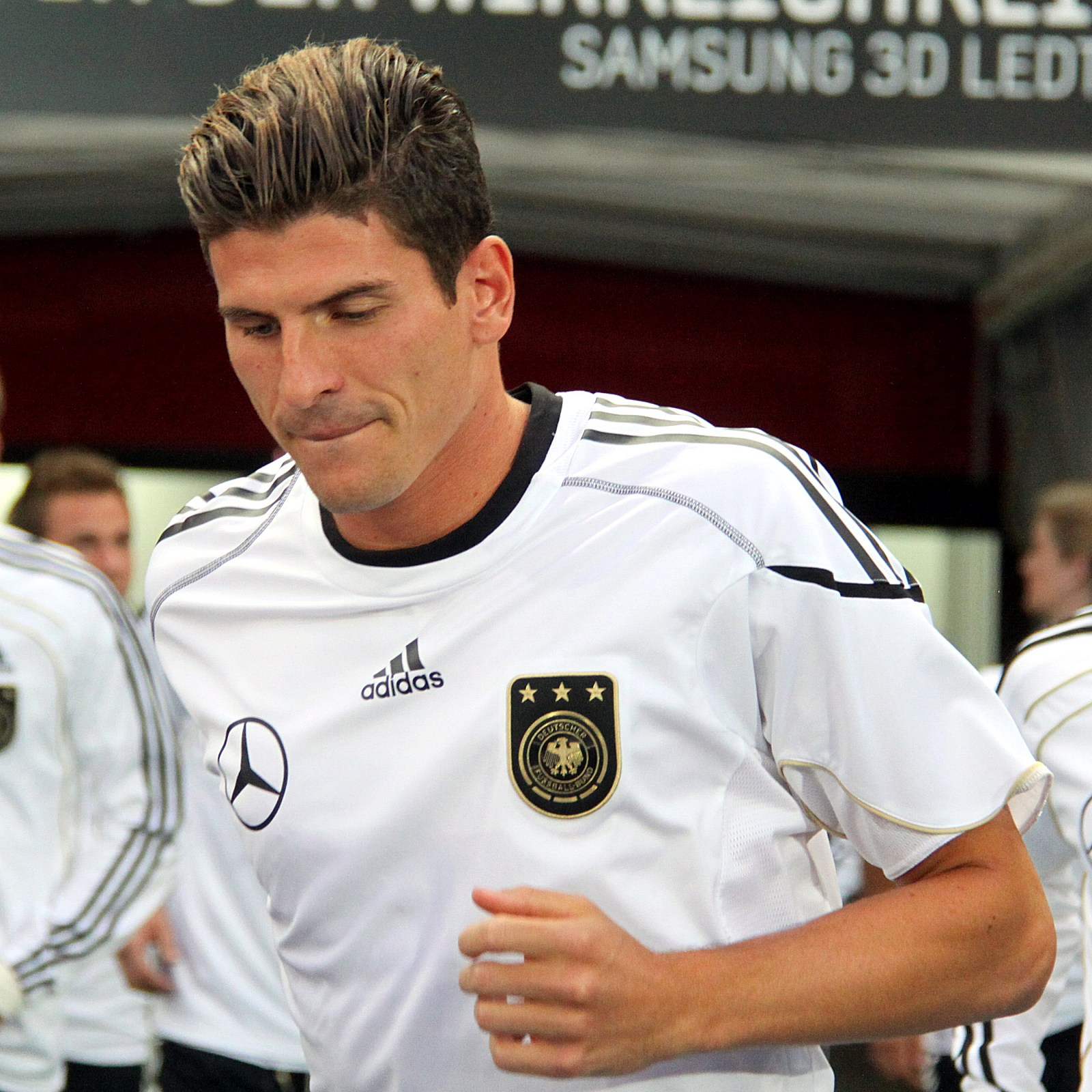
Mario Gómez García ídolo del Stuttgart e ícono del fútbol Alemán.

El equipo realizó una sólida temporada de regreso a la Bundesliga, terminando en la 7ª posición. Sin embargo, cayeron al puesto 16° la temporada siguiente, y terminaron relegados en los play-offs contra el equipo que hizo historia, el F.C. Union Berlin.
Sin embargo, Stuttgart solo pasó una temporada en la 2. Bundesliga regresando a la 1. Bundesliga después de terminar en segunda posición en la temporada 2019-20 y con el retiro del mayor referente Mario Gómez.

### 2020, nueva década
Para la temporada 2020-2021 VfB terminó en la posición 9° sin clasificar a ninguna competición europea.
Sin embargo, para la temporada 2021-2022 el Stuttgart termina en la posición 15°, con los mismos puntos que Hertha Berlín (33), pero con una diferencia de 16 goles, lo que evita que el VfB juegue el play-off de descenso.
En la temporada 2022-2023 se estancaría en la zona baja de la tabla y se mantendría entre la zona de descenso y el play-off. Sin poder revertir los malos resultados y un equipo desganado durante toda la liga, jugaría el play-off de descenso contra un histórico del fútbol alemán, el Hamburger SV, quien nuevamente terminaría 3° en la 2. Bundesliga.
El partido de ida lo ganaría el local, VfB, por 3:0 mostrando un buen nivel de juego y superando ampliamente al equipo del Norte.
En la temporada 2024-25 ,consiguen vencer  al Arminia Bielefeld por 4-2 en la final de DFB Pokal , clasificando a Europa League ,consiguiendo de esta forma un nuevo título 18 años después y obteniendo la primera Copa Alemana desde 1997.

## Símbolos

#### Evolución histórica
|                 |
| Stuttgart FV 93 |

|                                      |
| FC Krone ("Kronenclub") de Cannstatt |

|                                     |
| Primer escudo tras la fusión (1912) |

|                        |
| Escudo entre 1949-1994 |

|                        |
| Escudo entre 1994-2014 |

|                                     |
| Escudo desde julio de 2014-presente |

### Himno
Für Immer VfB (en español: Por siempre VfB) es una canción compuesta por el alemán, es el himno del equipo de los caimanes cantado en el estadio MHPArena de Stuttgart.

Ich kann mich noch erinnern
Ich weiß noch wie es war
Zum ersten Mal im Stadion
Die Gänsehaut war da
Die Spieler auf dem Rasen
Die Fans und der Gesang
Stuttgart meine Heimat
Wir werden immer zu dir steh'n
VfB ein Leben lang!
Uns wird nichts mehr trennen
Tut's auch manchmal weh
Die Liebe meines Lebens
Bleibt der VfB!
Wir werden immer zu dir steh'n
Für immer VfB!
Wir werden niemals untergeh'n
Für immer VfB!
Wir schreiben heut' Geschichte
Lassen uns're Fahnen weh'n
Wir tragen unser'n Brustring
Für immer VfB!
Mein Herz das schlägt für Cannstatt
Mein Herz schlägt für mein Team
Den Brustring gibt's nur einmal
Und ich bin stolz auf ihn!
Kommt zu uns an den Neckar
Hier lebt die Tradition
Achtzehnhundertdreiundneunzig
Mein ganzes Leben schon
Uns wird nichts mehr trennen
Tut's auch manchmal weh
Die Liebe meines Lebens
Bleibt der VfB!
Wir werden immer zu dir steh'n
Für immer VfB!
Wir werden niemals untergeh'n
Für immer VfB!
Wir schreiben heut' Geschichte
Lassen uns're Fahnen weh'n
Wir tragen unser'n Brustring
Für immer VfB!
Uns kann nichts mehr trennen
Das bleibt ein Leben lang
Wenn ich dein Trikot trage
Fängt es wieder an!
Wir werden immer zu dir steh'n
Für immer VfB!
Wir werden niemals untergeh'n
Für immer VfB!
Wir werden immer zu dir steh'n
Für immer VfB!
Wir werden niemals untergeh'n
Für immer VfB!
Wir schreiben heut' Geschichte
Lassen uns're Fahnen weh'n
Wir tragen unser'n Brustring
Für immer VfB!
Wir werden immer zu dir steh'n
Für immer VfB!
Wir werden niemals untergeh'n
Für immer VfB!
Wir schreiben heut' Geschichte
Lassen uns're Fahnen weh'n
Wir tragen unser'n Brustring
Für immer VfB!
Todavía puedo recordar
 Aun recuerdo como fue
 Por primera vez en el estadio
 La piel de gallina estaba ahí
Los jugadores en el césped
 Los fans y el canto
 Stuttgart mi hogar
 Siempre estaremos a tu lado
¡VfB para toda la vida!
Ya nada nos separará
 A veces también duele
 El amor de mi vida
 ¡VfB se queda!
Siempre estaremos a tu lado
 ¡Por siempre VfB!
 Nunca bajaremos
 ¡Por siempre VfB!
Hoy estamos haciendo historia
 Deja que nuestras banderas soplen
 Usamos nuestro anillo de pecho
 ¡Por siempre VfB!
Mi corazón late por Cannstatt
 Mi corazón late por mi equipo
 El anillo de pecho solo está disponible una vez
 ¡Y estoy orgulloso de él!
Ven a nosotros en el Neckar
 La tradición vive aquí
 Dieciocho noventa y tres
 Todo de mi vida
Ya nada nos separará
 A veces también duele
 El amor de mi vida
 ¡Por siempre VfB!

### Mascota
Para los niños y adolescentes está el VfB Fritzle Club, que ofrece varios descuentos a los aficionados del Stuttgart de 4 a 16 años. Fritzle ha sido la mascota del VfB Stuttgart desde 1992, por lo que es una de las mascotas más antiguas de la Bundesliga. La mascota representa un caimán, en 1992, Dieter Hoeneß, entonces gerente del Stuttgart, tuvo la idea de crear una figura popular fuera del equipo. Los fanáticos de VfB pudieron enviar sugerencias sobre cómo debería verse esta nueva mascota. Al final, seis propuestas fueron presentadas en la transmisión de SDR Sport im Dritten y sometidas a votación por los espectadores. En la votación, alrededor de un tercio de los fanáticos del Stuttgart votaron por un cocodrilo con la camiseta del VfB. En la foto del equipo del VfB Stuttgart en la temporada 1992/93, se colocó un huevo grande con pentágonos rojos similares a una pelota de fútbol junto a la primera fila de asientos. La mascota fue presentada al público por primera vez el 26 de agosto de 1992 antes del primer partido en casa contra el Núremberg. Al principio se llamó "VfB Alligator". El 6 de junio de 1993 ¡, poco antes de su primer cumpleaños, el programa de televisión Sport im Third volvió a decidirse por el nombre con un voto de Ted. Las opciones fueron Fetz, Julius, Alwin, Joschi y Fritzle. El 43,3 % de las personas que llamaron eligieron el nombre Fritzle. En 2015, Fritzle fue votada como la mascota más bella de la Bundesliga por los espectadores del canal de televisión Sport1.

## Indumentaria
- Marca deportiva actual: Jako.
- Uniforme titular: Camiseta blanca con una franja roja horizontal, pantaloneta blanca y medias blancas.
- Uniforme alternativo: Camiseta roja, pantaloneta roja y medias rojas.
- Tercer uniforme: Camiseta verde oscura o amarilla, pantaloneta verde oscura o amarilla y medias verdes oscuras o amarillas.

| Primero | (Ver evolución) | Actual |

### Proveedores y patrocinadores
| Patrocinadores y proveedores del Stuttgart desde 1975 | Patrocinadores y proveedores del Stuttgart desde 1975 | Patrocinadores y proveedores del Stuttgart desde 1975 | Patrocinadores y proveedores del Stuttgart desde 1975 | Patrocinadores y proveedores del Stuttgart desde 1975 | Patrocinadores y proveedores del Stuttgart desde 1975 |
| Periodo                                               | Proveedor                                             | Patrocinador (pecho)                                  | Rama                                                  | Patrocinador (manga)                                  | Rama                                                  |
| ----------------------------------------------------- | ----------------------------------------------------- | ----------------------------------------------------- | ----------------------------------------------------- | ----------------------------------------------------- | ----------------------------------------------------- |
| 1975–1976                                             |                                                       | ——                                                    | ——                                                    | Ninguno                                               | Ninguno                                               |
| 1976–1977                                             | Ningún proveedor conocido                             | Frottesana                                            | Textiles                                              | Ninguno                                               | Ninguno                                               |
| 1977–1978                                             | Erima                                                 | Frottesana                                            | Textiles                                              | Ninguno                                               | Ninguno                                               |
| 1978–1979                                             |                                                       | Frottesana                                            | Textiles                                              | Ninguno                                               | Ninguno                                               |
| 1979–1980                                             | Erima                                                 |                                                       | Óptica y fotografía                                   | Ninguno                                               | Ninguno                                               |
| 1980–1982                                             |                                                       |                                                       | Óptica y fotografía                                   | Ninguno                                               | Ninguno                                               |
| 1982–1986                                             | Dinkelacker                                           | Cervecería                                            |                                                       | Ninguno                                               | Ninguno                                               |
| 1986–1987                                             | Sanwald Extra                                         | Cervecería                                            |                                                       | Ninguno                                               | Ninguno                                               |
| 1987–1997                                             | Südmilch                                              | Procesamiento de leche                                | Ninguno                                               | Ninguno                                               |                                                       |
| 1997–1999                                             | Grupo Göttingen                                       | Finanzas                                              | Ninguno                                               | Ninguno                                               |                                                       |
| 1999–2002                                             |                                                       | Telecomunicaciones                                    | Ninguno                                               | Ninguno                                               |                                                       |
| 2002–2005                                             |                                                       | Telecomunicaciones                                    | Ninguno                                               | Ninguno                                               |                                                       |
| 2005–2010                                             |                                                       | Energía                                               | Ninguno                                               | Ninguno                                               |                                                       |
| 2010–2012                                             | Gazi                                                  | Procesamiento de leche                                | Ninguno                                               | Ninguno                                               |                                                       |
| 2012–2019                                             |                                                       | Finanzas                                              | Gazi (2017—2019)                                      | Procesamiento de leche                                |                                                       |
| 2019–2023                                             |                                                       | Finanzas                                              | (2019—2023)                                           | Industria automotriz                                  |                                                       |
| 2023–Actual                                           |                                                       | juegos de azar                                        | hep global (2023—presente)                            | energía solar                                         |                                                       |

Notas:
- No fue hasta la mitad de la década de 1970 cuando el club adoptó la incorporación de patrocinadores y publicidad en su uniforme. Hasta entonces las firmas o fábricas deportivas que confeccionaban la vestimenta no se encontraban patentes ni a la vista.
- A partir de la temporada 2017-18, el Stuttgart cuentan con patrocinio en su manga izquierda.

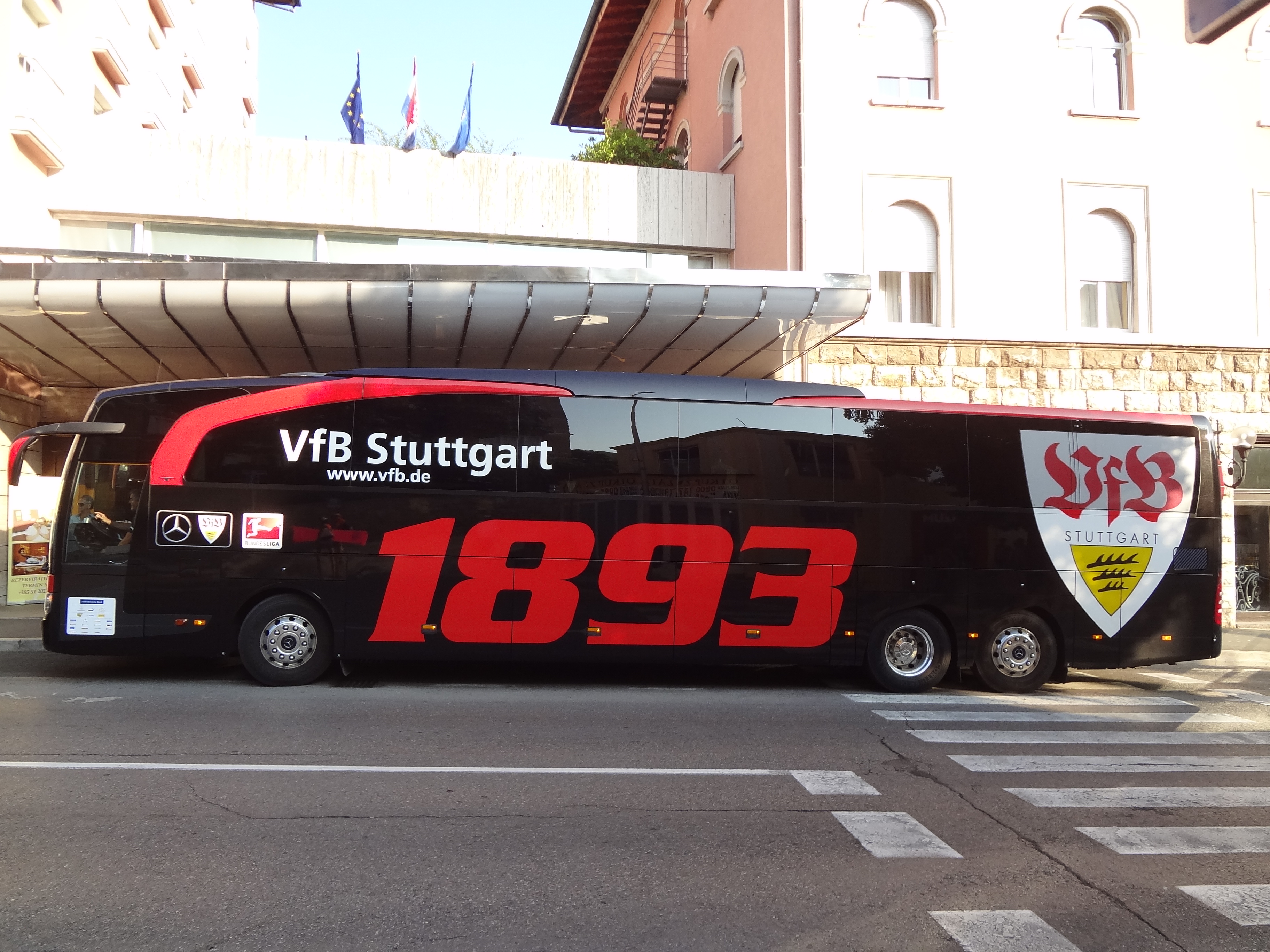
El autobús del equipo proporcionado por su patrocinador Mercedes-Benz.

La introducción de la franja en el pecho fue idea de los jugadores juveniles del Stuttgart en 1925. Originalmente, la franja en el pecho era continuo, por lo que también era visible en la parte posterior de la camiseta. Solo en 1975-76 no se veía ninguna franja en el pecho en la camiseta. La franja del pecho en rojo es el símbolo que significa VfB y también se usa en algunas banderas, las llamadas banderas de anillo de pecho, utilizadas por los fanáticos del Stuttgart.
El nacimiento del patrocinio en Stuttgart se remonta a 1976, cuando el VfB se encontraba al borde de la 2. Bundesliga. En ese momento, se fundó Friends of VfB Stuttgart, que no solo apoyó financieramente al club, sino que también dio consejos para comercializar al Stuttgart y comenzó a vender recuerdos. En la temporada 1976-77, la empresa textil Frottesana se convirtió en el 1° patrocinador de camisetas del VfB. Los sucesores de esta empresa fueron Canon, Dinkelacker, Sanwald Extra, Südmilch, el Grupo Göttinger, Debitel y finalmente EnBW. Con el comienzo de la temporada 2010-11 Garmo fuecon su marca de productos lácteos Gazi, ha sido el patrocinador de camisetas del Stuttgart durante dos años. Para la temporada 2012-13, Mercedes-Benz Bank se convirtió en el nuevo patrocinador principal del Stuttgart.
Con el tiempo, finalmente se creó un grupo de patrocinadores, cuyos miembros podían llamarse socios oficiales del VfB Stuttgart. Erwin Stadt finalmente creó la pirámide de patrocinadores reorganizada, en la que los patrocinadores son los socios prémium por encima de los socios normales del equipo y los socios de servicio por debajo de la pirámide. En los partidos en casa se presentan actualmente 336 metros lineales de publicidad perimetral. Puma fue el proveedor del VfB hasta el final de la temporada 2018-19 después de que la larga asociación con Adidas terminara en 2002. A partir de la temporada 2019-20, Jako es el proveedor del VfB Stuttgart.
El VfB Freundeskreis tiene como objetivo promover y apoyar el fútbol en general y los intereses del VfB Stuttgart en particular, especialmente su trabajo juvenil. El trabajo con jóvenes se promueve, entre otras cosas, mediante una donación anual regular, así como pagos de donaciones adicionales para las celebraciones de Navidad y maestros artesanos.
El Freundeskreis está dirigido por una junta voluntaria. Dieter Hundt dirigió el Círculo de Amigos durante sus 15 años de actividad como primer presidente de 1988 a 2003, que finalizó con su traslado al Consejo de Supervisión del Stuttgart. Le siguió Arnulf Oberascher, director ejecutivo de Metallux AG con sede en Leutenbach, cerca de Stuttgart.
El 23 de febrero de 2015, Freundeskreis fue fundado como Freundeskreis des VfB Stuttgart e. V. inscrita en el registro de asociaciones. El 9 de noviembre de 2015, Arnulf Oberá scher ya no se presentó a las elecciones. Le siguió Klaus-Dieter Feld. Jürgen Schlensog fue elegido presidente el 27 de noviembre de 2017.

## Instalaciones

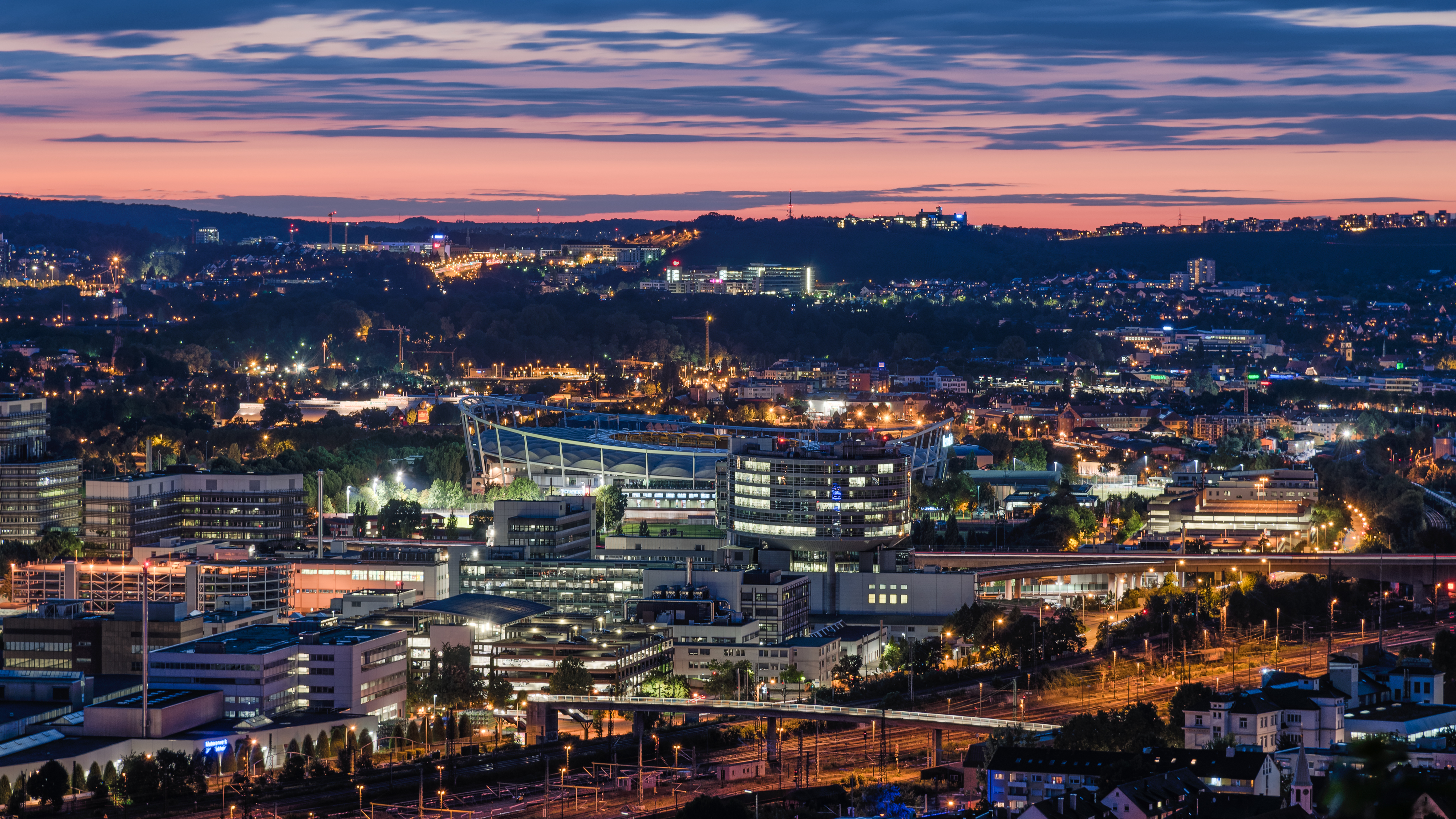
Exterior del Mercedes-Benz Arena.

La sede del VfB Stuttgart es el MHPArena, que se construyó originalmente en 1933. Se encuentra cerca del río Neckar en el Mercedes-Straße de Bad Cannstatt, cerca del nuevo Museo Mercedes-Benz y la fábrica de Mercedes-Benz. Después de varias renovaciones, el estadio puede albergar una capacidad máxima de 55.896 espectadores (50.000 para partidos internacionales). En cuanto a la Copa Mundial de la FIFA del 1974, Gottlieb-Daimler-Stadion fue una de las sedes de la Copa Mundial de la FIFA del 2006, el cual albergó cinco partidos de la ronda preliminar, un partido de la primera ronda Eliminatoria (Inglaterra vs Ecuador) y el play-off por el tercer puesto (Alemania vs Portugal). Desde la temporada 2008-09, el estadio fue nombrado Mercedes-Benz-Arena, comenzando con un amistoso de pretemporada contra el gigante inglés Arsenal F. C. el 30 de julio de 2008.
El estadio pasó recientemente por una extensa reestructuración y reconstrucción, ya que se estaba convirtiendo en un estadio de Fútbol puro. En 2011, la capacidad se incrementó a 60.449.

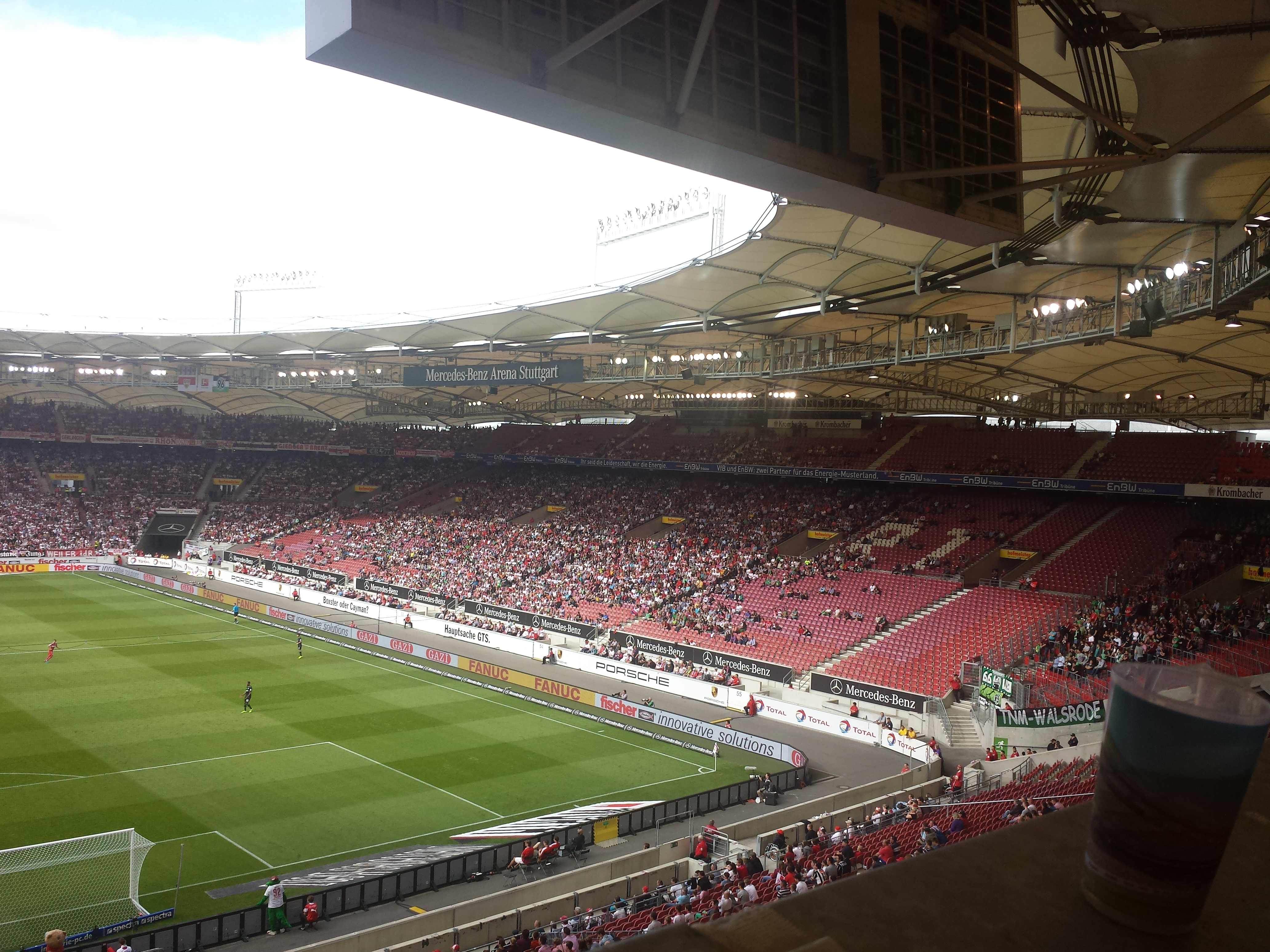
Interior del Mercedes-Benz Arena.

### GAZI-Stadion auf der Waldau

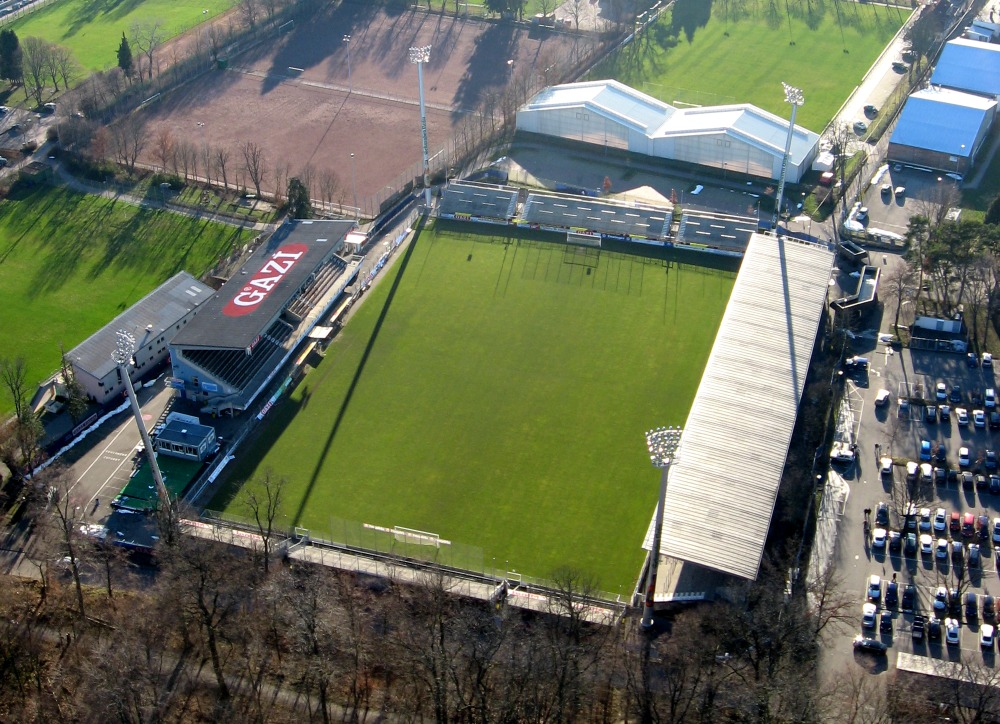
Estadio GAZI-Stadion auf der Waldau de VfB Stuttgart II.

## Datos del club
- Puesto histórico: 4º.[41]
- Temporadas en Bundesliga: 54.
- Mejor puesto en la liga: 1.º (5 veces).
- Peor puesto en la liga: 17º (1 vez).
- Mayor número de puntos en una temporada: ( ).
- Mayor número de goles en una temporada: ( ).
- Mayor goleada a favor: VfB Stuttgart 12:0 Spandauer SV (3 de agosto de 1978 - Copa de Alemania 1978-79)
- Mayor goleada en contra: VfB Stuttgart : [[ ]] ( ).
- Jugador con más partidos disputados:  Hermann Ohlicher (460).
- Jugador con más goles:  Karl Allgöwer (166).
- Jugador con más títulos: [[ ]] ( ).
- Equipo filial: VfB Stuttgart II.
- Socios: 72.500 (Junio 2021).
- Asistencia media: ( ).

## Participación internacional en competiciones UEFA

#### Por competición
Nota: En negrita competiciones activas.
| Competición                                   | Temp. | PJ  | PG  | PE | PP | GF  | GC  | Dif. | Puntos | Títulos | Subtítulos |
| --------------------------------------------- | ----- | --- | --- | -- | -- | --- | --- | ---- | ------ | ------- | ---------- |
| Copa de Europa / Liga de Campeones de la UEFA | 5     | 29  | 9   | 8  | 12 | 35  | 42  | -7   | 35     | –       | –          |
| Copa de la UEFA / Liga Europea de la UEFA     | 18    | 132 | 67  | 28 | 37 | 245 | 150 | +95  | 229    | –       | 1          |
| Recopa de Europa de la UEFA                   | 2     | 13  | 7   | 3  | 3  | 23  | 16  | +7   | 24     | –       | 1          |
| Copa Intertoto de la UEFA                     | 4     | 22  | 14  | 2  | 6  | 40  | 16  | +24  | 44     | 2       | –          |
| Copa de Ferias (No oficial)                   | 3     | 10  | 3   | 4  | 3  | 9   | 7   | +2   | 13     | –       | –          |
| Total                                         | 32    | 206 | 100 | 45 | 61 | 352 | 231 | +121 | 345    | 2       | 2          |

## Jugadores

### Más presencias
| #   | Futbolista        | Partidos | Goles |
| --- | ----------------- | -------- | ----- |
| 1°  | Hermann Ohlicher  | 459      | 157   |
| 2°  | Karl Allgöwer     | 410      | 167   |
| 3°  | Helmut Roleder    | 409      | 0     |
| 4°  | Zvonimir Soldo    | 399      | 19    |
| 5°  | Günther Schäfer   | 399      | 10    |
| 6°  | Guido Buchwald    | 387      | 45    |
| 7°  | Christian Gentner | 373      | 50    |
| 8°  | Karlheinz Förster | 365      | 28    |
| 9°  | Cacau             | 346      | 109   |
| 10° | Eike Immel        | 340      | 0     |

### Máximos anotadores
| #   | Futbolista           | Goles |
| --- | -------------------- | ----- |
| 1°  | Karl Allgöwer        | 167   |
| 2°  | Hermann Ohlicher     | 157   |
| 3°  | Fritz Walter         | 124   |
| 4°  | Mario Gómez          | 110   |
| 5°  | Cacau                | 109   |
| 6°  | Jürgen Klinsmann     | 94    |
| 7°  | Fredi Bobič          | 86    |
| 8°  | Hansi Müller         | 81    |
| 9°  | Krasimir Balakov     | 73    |
| 10° | Karl-Heinz Handschuh | 69    |

- En negrita jugadores activos.

## Entrenadores
- Georg Wurzer (1 de julio de 1947 – 30 de abril de 1960)
- Kurt Baluses (1 de mayo de 1960 – 24 de febrero de 1965)
- Franz Seybold (25 de febrero de 1965 – 7 de marzo de 1965)
- Rudi Gutendorf (8 de marzo de 1965 – 6 de diciembre de 1966)
- Albert Sing (7 de diciembre de 1966 – 30 de junio de 1967)
- Gunther Baumann (1 de julio de 1967 – 30 de junio de 1969)
- Franz Seybold (1 de julio de 1969 – 30 de junio de 1970)
- Branko Zebec (1 de julio de 1970 – 18 de abril de 1972)
- Karl Bögelein (19 de abril de 1972 – 30 de junio de 1972)
- Hermann Eppenhoff (1 de julio de 1972 – 1 de diciembre de 1974)
- Albert Sing (14 de diciembre de 1974 – 30 de junio de 1975)
- István Sztani (1 de julio de 1975 – 31 de marzo de 1976)
- Karl Bögelein (1 de abril de 1976 – 30 de junio de 1976)
- Jürgen Sundermann (1 de julio de 1976 – 30 de junio de 1979)
- Lothar Buchmann (1 de julio de 1979 – 30 de junio de 1980)
- Jürgen Sundermann (1 de julio de 1980 – 30 de junio de 1982)
- Helmut Benthaus (1 de julio de 1982 – 30 de junio de 1985)
- Otto Barić (1 de julio de 1985 – 4 de marzo de 1986)
- Willi Entenmann (5 de marzo de 1986 – 30 de junio de 1986)
- Egon Coordes (1 de julio de 1986 – 30 de junio de 1987)
- Arie Haan (1 de julio de 1987 – 26 de marzo de 1990)
- Willi Entenmann (27 de marzo de 1990 – 19 de noviembre de 1990)
- Christoph Daum (20 de noviembre de 1990 – 10 de diciembre de 1993)
- Jürgen Röber (15 de diciembre de 1993 – 25 de abril de 1995)
- Jürgen Sundermann (26 de abril de 1995 – 30 de junio de 1995)
- Rolf Fringer (1 de julio de 1995 – 13 de agosto de 1996)
- Joachim Löw (14 de agosto de 1996 – 30 de junio de 1998)
- Winfried Schäfer (1 de julio de 1998 – 4 de diciembre de 1998)
- Wolfgang Rolff (5 de diciembre de 1998 – 31 de diciembre de 1998)
- Rainer Adrion (1 de enero de 1999 – 2 de mayo de 1999)
- Ralf Rangnick (3 de mayo de 1999 – 23 de febrero de 2001)
- Felix Magath (24 de febrero de 2001 – 30 de junio de 2004)
- Matthias Sammer (1 de julio de 2004 – 3 de junio de 2005)
- Giovanni Trapattoni (17 de junio de 2005 – 9 de febrero de 2006)
- Armin Veh (10 de febrero de 2006 – 23 de noviembre de 2008)
- Markus Babbel (23 de noviembre de 2008 – 6 de diciembre de 2009)
- Christian Gross (6 de diciembre de 2009 – 13 de octubre de 2010)
- Jens Keller (13 de octubre de 2010 – 12 de diciembre de 2010)
- Bruno Labbadia (12 de diciembre de 2010 – 26 de agosto de 2013)
- Thomas Schneider (26 de agosto de 2013 – 9 de marzo de 2014)
- Huub Stevens (10 de marzo de 2014 – 30 de junio de 2014)
- Armin Veh (1 de julio de 2014 – 23 de noviembre de 2014)
- Huub Stevens (25 de noviembre de 2014 – 28 de junio de 2015)
- Alexander Zorniger (29 de junio de 2015 – 24 de noviembre de 2015)
- Jürgen Kramny (24 de noviembre de 2015 – 15 de mayo de 2016)
- Jos Luhukay (15 de mayo de 2016 – 15 de septiembre de 2016)
- Hannes Wolf (20 de septiembre de 2016 – 28 de enero de 2018)
- Tayfun Korkut (29 de enero de 2018 – 7 de octubre de 2018)
- Markus Weinzierl (9 de octubre de 2018 – 20 de abril de 2019)
- Nico Willig (20 de abril de 2019 – 18 de junio de 2019)
- Tim Walter (19 de junio de 2019 – 23 de diciembre de 2019)
- Pellegrino Matarazzo (30 de diciembre de 2019 – 10 de octubre de 2022)
- Michael Wimmer (11 de octubre de 2022 – 5 de diciembre de 2022)
- Bruno Labbadia (5 de diciembre de 2022 – 3 de abril de 2023)
- Sebastian Hoeneß (3 de abril de 2023 – )

## Rivalidades

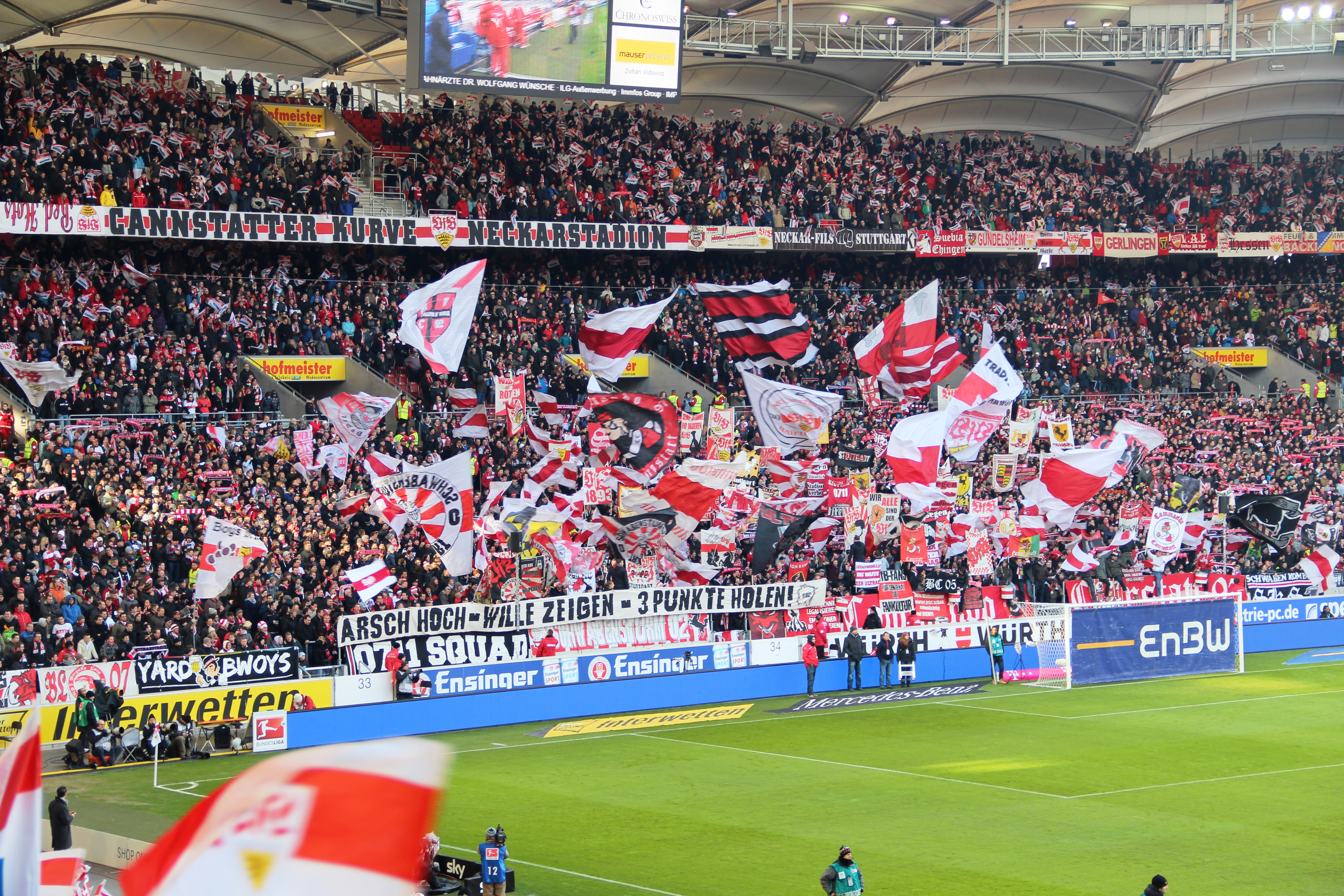
Aficionados del VfB Stuttgart en 2013.

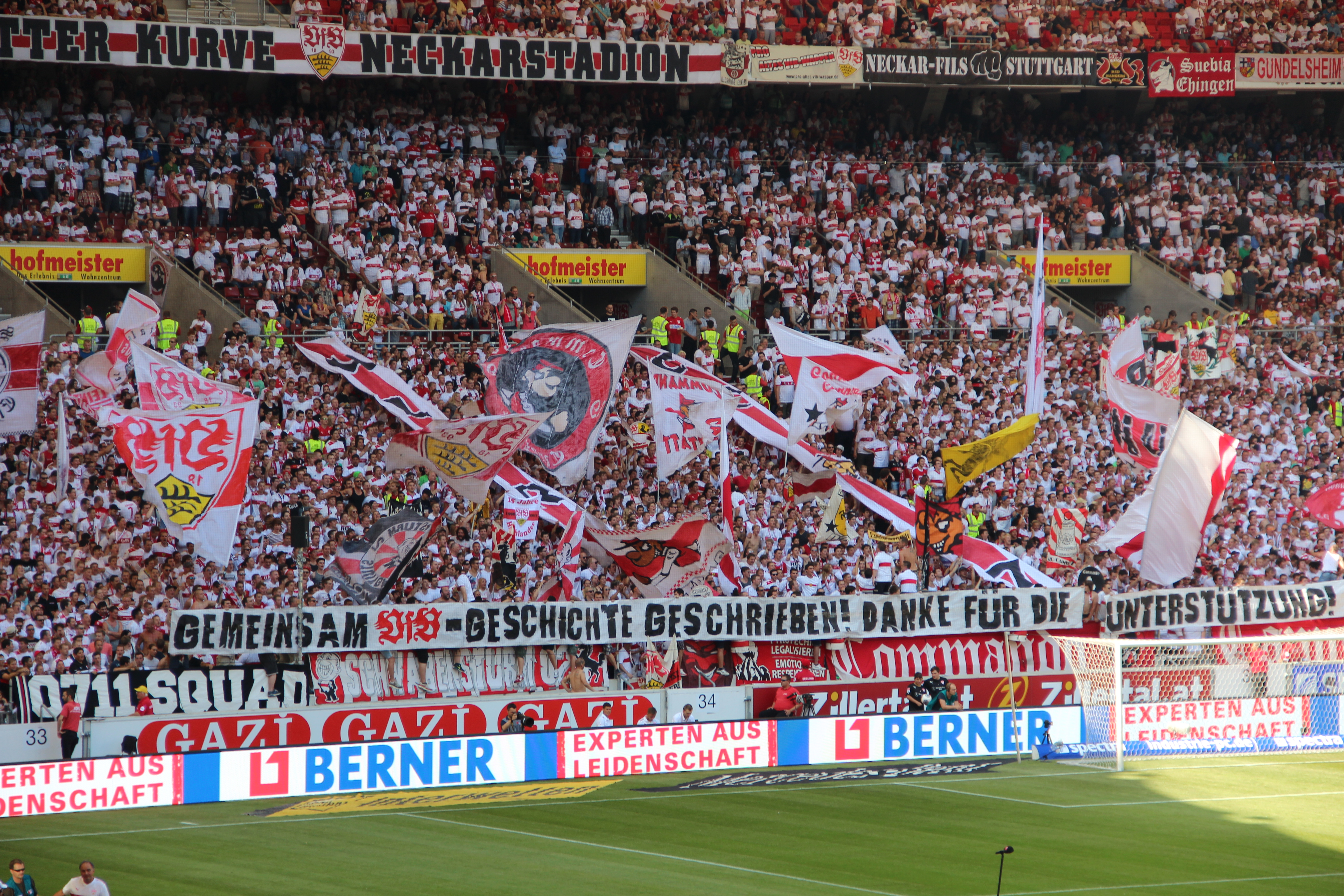
Aficionados del VfB Stuttgart.

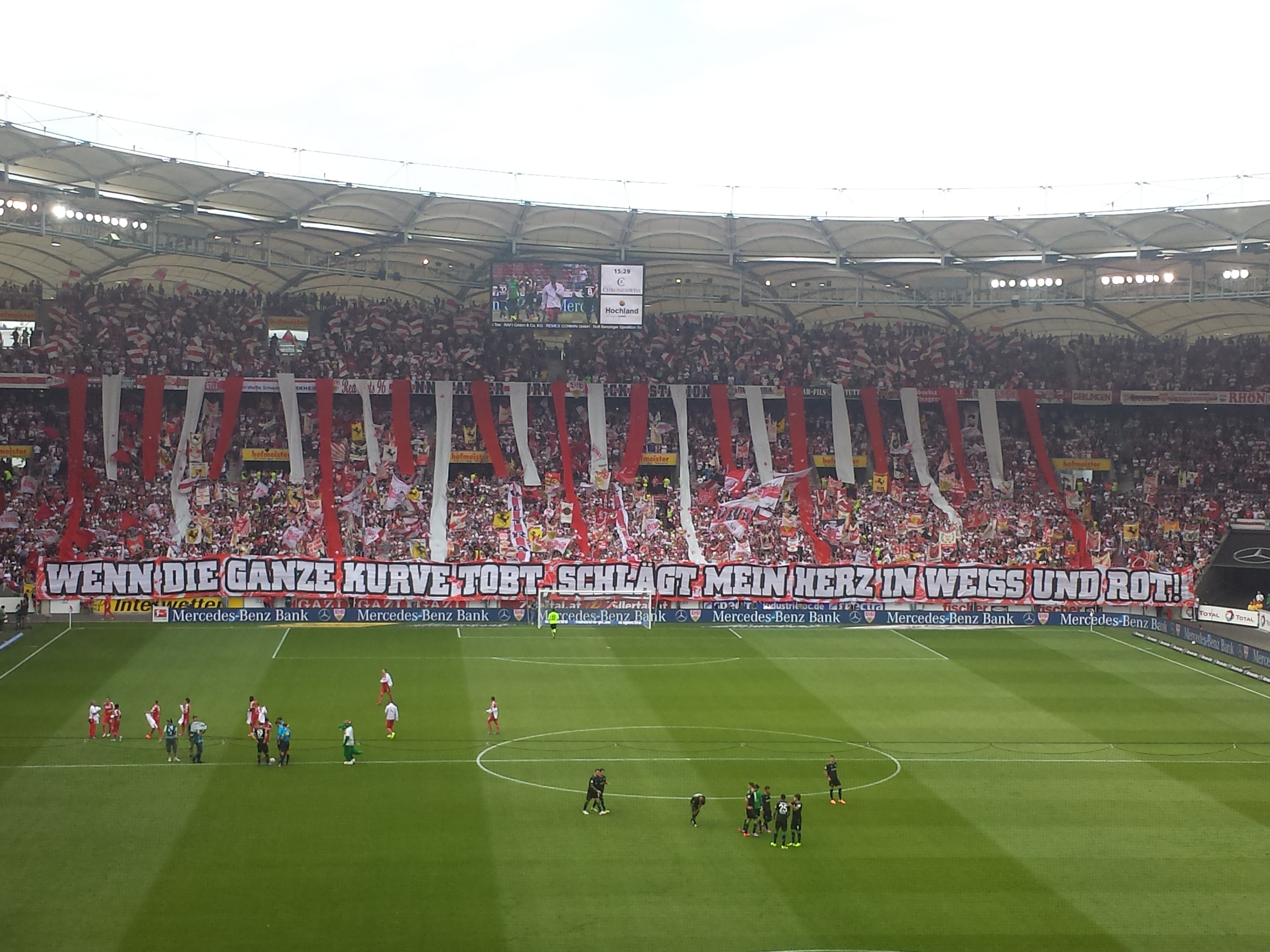
Aficionados del VfB Stuttgart, 2014.

Su máximo rival es su vecino Stuttgarter Kickers, cuyo primer enfrentamiento se remonta a 1912, donde VfB caería 6:2 contra Kickers. La mayor victoria de Stuttgart fue un 8:1 en 1981. Mientras que su mayor derrota fue un aplastante 11:0 en 1916. Stuttgart lleva una ventaja de 39 partidos.
Dada la diferencia de categoría entre ambos clubes, no suele ser un encuentro habitual. El último enfrentamiento fue en el 2017 y terminó con empate a uno.
Sin embargo, Stuttgart mantiene rivalidades fervientes con clubes de ciudades vecinas TSG 1899 Hoffenheim, Karlsruher SC, SC Friburgo y Bayern de Múnich, en el denominado Südderby, donde ambos son los dos clubes más grandes y populares del Sur de Alemania. El primer encuentro oficial se jugó en 1965. En el que el conjunto de Múnich lleva una ventaja de casi 70 partidos.
Además, su afición mantiene una tensa relación con los seguidores del FC Ausburg.

## Palmarés

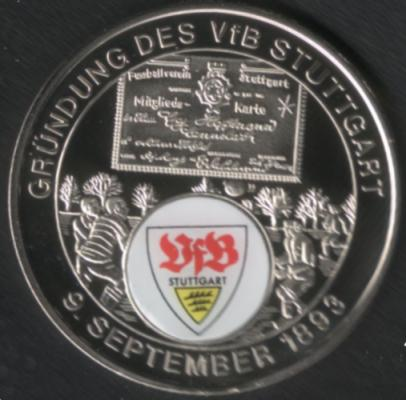
Moneda conmemorativa por el centenario de la entidad.

El VfB Stuttgart es uno de los clubes más exitosos del fútbol alemán por haber ganado cinco campeonatos de liga, cuatro copas y una supercopa, a nivel internacional Stuttgart ha conquistado dos copas Intertoto. Los tres campeonatos de Bundesliga del Stuttgart dan derecho al club a exhibir una estrella de oro del Verdiente Meistervereine.

### Torneos nacionales (10)
| Competición nacional        | Títulos                                | Subcampeonatos             |
| --------------------------- | -------------------------------------- | -------------------------- |
| Primera división (5/3)      | 1950, 1952, 1983–84, 1991–92, 2006–07. | 1978–79, 2002–03, 2023-24. |
| Copa de Alemania (4/3)      | 1953–54, 1957–58, 1996–97, 2024-25.    | 1985–86, 2006–07, 2012–13. |
| Supercopa de Alemania (1/2) | 1992                                   | 2024,2025.                 |
|                             |                                        |                            |
| Segunda división (2/1)      | 1976–77, 2016–17.                      | 2019–20.                   |

### Torneos internacionales (2)
| Competición internacional | Títulos     | Subcampeonatos |
| ------------------------- | ----------- | -------------- |
| Liga de Campeones (0/0)   |             |                |
| Liga de Europa (0/1)      |             | 1988-89.       |
| Recopa de Europa (0/1)    |             | 1997-98.       |
| Supercopa de Europa (0/0) |             |                |
| Copa Intertoto (2/0)      | 2000, 2002. |                |

### Torneos Regionales (4)
| Competición regional                  | Títulos  | Subcampeonatos |
| ------------------------------------- | -------- | -------------- |
| Oberliga Sur (1/0)                    | 1953–54. | 1952–53.       |
| Campeonato amater de Alemania (0/0)   |          |                |
| Bundesliga sub-19 (0/0)               |          |                |
| Sub-19 Bundesliga División Sur (1/1)  | 2007–08. | 2003–04.       |
| Menores de 19 Juniors DFB-Pokal (1/1) | 2012–13. | 1990–91.       |
| Bundesliga Sub 17(1/0)                | 1989–90. |                |
| Sub-17 Bundesliga South (0/0)         |          |                |

## Secciones deportivas

### VfB Stuttgart (Arbitraje)
El departamento de árbitros del VfB se fundó en 1923, lo que convirtió al Stuttgart en el primer club de Alemania con su propio departamento de árbitros. Y así, en la década de 1920, el VfB tenía la mayoría de los árbitros en el sur de Alemania. Hoy incluso hay un equipo arbitral que compite en partidos amistosos y torneos. El jefe de departamento actual es Alfred Schütter, actualmente hay 68 miembros activos y 13 pasivos en el departamento.

### VfB Stuttgart (Fitball)
El departamento de balón suizo se fundó en 1937. Las raíces incluso se remontan a la década de 1920. Incluso en ese entonces, los futbolistas del VfB usaban este deporte para compensar, algunos de los cuales todavía eran jugados por los predecesores del VfB, el Kronen Club y el Stuttgart FV. El departamento de fistball del Stuttgart ahora ofrece tres equipos masculinos sénior en los grupos de edad M40, M50 y M60. Los equipos juegan en las ligas de asociación y, si lo hacen bien en estas rondas de juego, están clasificados para rondas posteriores, como la ronda del campeonato de Alemania del Sur y la ronda de campeonato de Alemania de los grupos de edad. El equipo M50 (hombres de 50 años o más) ganó los campeonatos de Alemania en 2004, 2005 y 2006 en el campo y en 2005 en la sala.

### VfB Stuttgart (Hockey)
La historia del departamento de hockey también se remonta a mucho tiempo atrás. Fue fundada en 1919. Stuttgart ofrece actualmente tres equipos masculinos y dos equipos femeninos. El primer equipo femenino se proclamó campeón en la temporada en pista cubierta 2017-18 y ascendió a la máxima categoría. En el campo también juegan en la Oberliga Baden-Württemberg, la cuarta liga alemana más alta de hockey. El primer equipo masculino juega tanto en hockey sobre césped como en sala en la liga superior. Este departamento tiene una subestructura numéricamente fuerte hasta los minis.

### VfB Stuttgart (Atletismo)
El departamento de atletismo ya formaba parte del VfB cuando se fusionó. En el pasado, los futbolistas solían utilizar el departamento para compensar. Max Buffle, que defendió la portería del primer equipo de fútbol en 1912, también tuvo éxito como lanzador de disco. En 1968, el departamento incluso tenía un medallista olímpico en sus propias filas, Helmar Müller. Con la ayuda de patrocinadores, los mejores atletas alemanes Gregor Traber, Marie-Laurence Jungfleisch y Fabian Heinle se inscribieron en 2014 y 2015.

### VfB Stuttgart (tenis de mesa)
El departamento de tenis se fundó en 1949, lo que lo convierte en el departamento deportivo más joven del Stuttgart. El club comenzó con dos equipos en la clase de distrito y en 1952 el primer equipo llegó a la primera división y por lo tanto la liga alemana más alta en ese momento. En 1957 logró nuevamente el ascenso a la liga. Pero con el tiempo, el departamento de tenis de mesa perdió cada vez más importancia y, mientras tanto, incluso tuvo que retirar a sus equipos. En los últimos dos años, sin embargo, el departamento de tenis de mesa pudo ganar algunos recién llegados, por lo que cuatro equipos pueden ser reportados nuevamente en la temporada 2008-09. El primer equipo juega en la clase de distrito, los otros tres equipos comienzan en las clases de distrito A, B y C. Además, el equipo sénior compite en la clase de distrito.

### VfB Stuttgart (balonmano)
El departamento de balonmano del VfB una vez proporcionó varios equipos masculinos y femeninos, que celebraron éxitos presentables como el campeonato de Württemberg y algunos de ellos compitieron en la clase de distrito. Al igual que el departamento de hockey, fue fundado en 1919. En los años 1980, el departamento se derrumbó porque la mayoría de los jugadores ya no veían la perspectiva, por lo que, a pesar de todos los esfuerzos, el último equipo tuvo que ser retirado del juego en 1985. Todo lo que quedaba era trabajo administrativo y la esperanza de que algún día el departamento volviera a la vida.

### VfB Stuttgart (Deportes electrónicos)
Ha habido un equipo de deportes electrónicos en el VfB Stuttgart desde julio de 2017. Los jugadores compiten en competiciones de la serie FIFA de simulación de fútbol. Los jugadores Marcel "Marlut" Lutz y Dr. Erano Kayman también participa en torneos internacionales, así como en la Bundesliga virtual.

## Categorías inferiores

### VfB Stuttgart II
El equipo VfB Stuttgart II es actualmente el equipo filial del VfB Stuttgart, y se desempeña en la 3. Liga.